# Церковь Покрова Пресвятой Богородицы (Дюссельдорф)
Церковь Покрова Пресвятой Богородицы в Дюссельдорфе — православный храм Берлинской епархии при Представительстве РПЦ МП в Германии.

## Общая характеристика

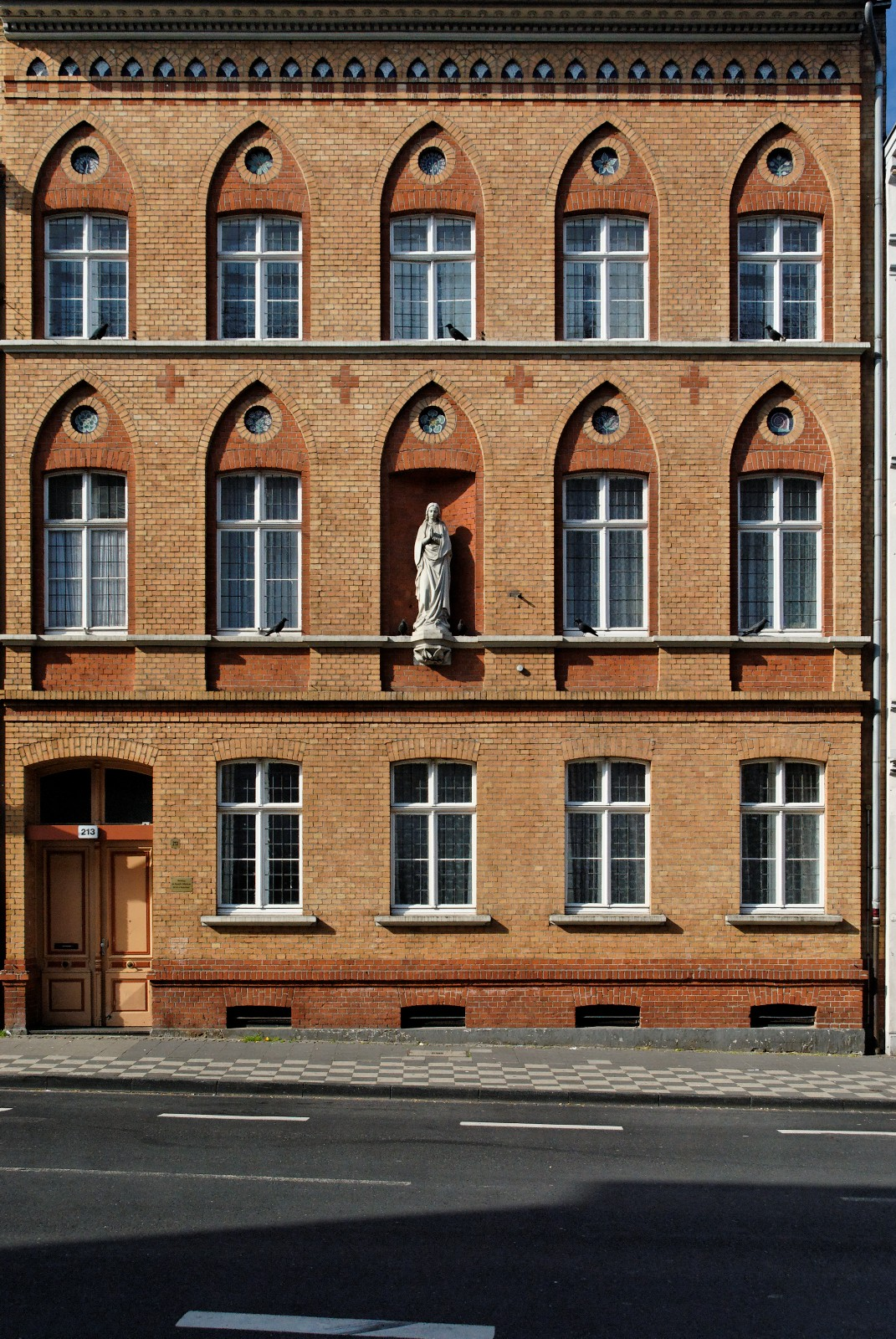

Церковь расположена в центральной части Дюссельдорфа на улице Эллер (Ellerstraße, 213). От центрального железнодорожного вокзала можно доехать за 5 минут вагонами метротрамов U74, U77, U79, следующими в южную часть города (направления Хольтхаузен (Holthausen), Бенрат (Benrath) и университет). Занимает часть здания Представительства РПЦ МП в Германии. Церковь испытывает многолетние трудности в связи с недостаточной площадью для богослужений, постоянным притоком новых членов и отсутствием средств для строительства нового храма.
С 1992 до самой смерти 25 августа 2014 года настоятелем храма являлся архиепископ Лонгин Клинский, Постоянный представитель РПЦ МП в Германии, викарий Московской епархии. После смерти архиепископа Лонгина храм передали Берлинской и Германской епархии, а исполняющим обязанности настоятеля, указом Патриарха Кирилла, был назначен игумен Максим (Шмидт) — клирик Берлинско-Германской епархии. Согласно указу Высокопреосвященнейшего архиепископа Берлинского и Германского Феофана от 2 февраля 2017 года протоиерей Димитрий Соболевский назначен настоятелем храма Покрова Пресвятой Богородицы г. Дюссельдорфа.
Ежеквартально церковь выпускает печатное издание (курьер) «Покров», распространяемый среди прихожан (ISSN 09491260). В интернете работает информационный ресурс курьера «Покров», называемый «Паломник».
При церкви работает детская воскресная школа и общество во имя святого Иоанна Кронштадтского, занимающегося благотворительной деятельностью и помощью больным детям России и другим странам русского мира. При представительстве работает паломническая служба, проводящая паломнические поездки как по святыням православия Западной Европы, так и по странам русского мира.
Церковь еженедельно устраивает краеведческие велосипедные и пешеходные поездки, походы, паломничества и экскурсии на русском языке, как для прихожан, так и для всех заинтересованных в расширении своих знаний о культуре, истории, природе и достопримечательностях Дюссельдорфа и его окрестностей.
Состав прихожан церкви многонациональный. Кроме русских и немцев, церковные службы посещают представители других национальностей республик бывшего Советского Союза. Есть представители Сербии, Болгарии и Греции. Богослужения проходят несколько раз в неделю (по воскресным и будничным дням) на русском и немецком языках. Среди прихожан храма много детей и вопросу духовного воспитания подрастающего поколения Покровская церковь уделяет повышенное внимание.
Церковь посещали также многие известные люди.